# 埃尔佩雷略
埃尔佩雷略，是西班牙加泰罗尼亚塔拉戈纳省的一个市镇。总面积101平方公里，总人口2228人（2001年），人口密度22人/平方公里。